# Viktor Bieler
Viktor Bieler (* 16. März 1881 in Termen; † 19. März 1952 in Sitten) war ein Schweizer Geistlicher und Bischof von Sitten.

## Leben
Viktor Bieler war der Sohn von Johann Bieler und der Aloysia Borter. Nach dem Besuch der Kollegien von Brig und Sitten trat er ins Priesterseminar ein und ging später nach Innsbruck, wo er in Kirchenrecht und Kirchengeschichte doktorierte. Die Priesterweihe empfing er 1907 durch Jules-Maurice Abbet, der ihn sogleich als bischöflichen Kanzler einsetzte. Seine Lehrtätigkeit begann 1909 als Professor am Priesterseminar Sitten.
Papst Benedikt XV. ernannte ihn 1919 fast ein Jahr nach dem Tod von Jules-Maurice Abbet zum Bischof von Sitten. Aufgrund des neuen Kirchenrechts verzichteten vorgängig und nach längeren Verhandlungen das Domkapitel auf das Vorschlags- und der Grosse Rat auf das Wahlrecht, was dem Heiligen Stuhl die erste direkte Bischofsernennung in Sitten seit 1499 ermöglichte. Die Bischofsweihe erfolgte durch Jakob Stammler, Bischof von Basel und Lugano.
Mit der Diözesansynode von 1925 konnte Viktor Bieler das 1917 in Kraft gesetzte neue Kirchenrecht in seinem Bistum umsetzen. Er weihte 1932 Bernard Alexis Burquier, den Abt von Saint-Maurice, zum Titularbischof von Betlehem und installierte 1939 François-Nestor Adam als Propst vom Grossen St. Bernhard. Von 1938 bis 1945 gewährte er dem aus Innsbruck vertriebenen Collegium Canisianum Asyl. Von 1935 bis zu seinem Tod 1952 war er Dekan der Schweizerischen Bischofskonferenz. Der Ehrentitel eines Päpstlichen Thronassistenten wurde ihm 1944 von Papst Pius XII. verliehen.

## Pfarreigründungen
- 1920: Gluringen
- 1920: Veysonnaz
- 1922: Agarn
- 1925: Guttet-Feschel
- 1928: Erde
- 1928: Montana-Vermala
- 1930: Ayer
- 1933: Grimentz
- 1933: Herbriggen
- 1933: Roche
- 1935: Plan-Conthey
- 1945: Saint-Pierre-de-Clages
- 1946: Veyras
- 1948: Chermignon